# Adémaï et la Nation armée
Adémaï et la Nation armée è un cortometraggio del 1932 diretto da Jean de Marguenat.

## Trama
A causa di un ordine ministeriale; tutti i civili, donne, bambini e anziani, devono intraprendere un periodo di addestramento militare annuale di tre settimane. Adémaï è il goffo soldato incaricato di istruire i civili.